# Zapada haysi
Zapada haysi är en bäcksländeart som först beskrevs av William Edwin Ricker 1952.  Zapada haysi ingår i släktet Zapada och familjen kryssbäcksländor. Inga underarter finns listade i Catalogue of Life.